# Ідзубуті Ютака
Ідзубуті Ютака (яп. 出渕 裕) — відомий японський ілюстратор, дизайнер та режисер аніме. Ідзубуті довіряють дизайни костюмів, персонажів і створінь, але більшість його робіт — меха. Він створив і зрежисирував серіал RahXephon і також створив манґа-історію Rune Masquer.
Ідзубуті не працює в одному конкретному жанрі, серед його робіт є зовсім різні твори, наприклад Gundam та Patlabor.
ADV Films у рекламних матеріалах для RahXephon і деякі обзори зауважують, що Gasaraki — робота Ідзубуті, але не зважаючи на те, що він робив дизайн меха для нього, участі в написанні сценарію або режисурі Ідзубуті не брав.
Ідзубуті створив дизайн костюма для одного з персонажів Cutie Honey (2004) (режисер Анно Хідеакі). Раніше, Анно та Ідзубуті разом розробляли дизайн для меха в Mobile Suit Gundam: Char's Counterattack (1988).
Ідзубуті зробив декілька дизайнерських робіт для «Eureka Seven» Кеди Томокі. Кеда режисирував серії в RahXephon, так само як і в його повнометражній адаптації.